# Иванко (деспот)
Вижте пояснителната страница за други личности с името Иванко.
Иванко е български деспот, владетел на Добруджанското деспотство от 1385 до 1389 г. и отново от 1393 до 1399 г. Наследява го от баща си Добротица. Смята се, че родът на Иванко и предците му произлизат от династията на Тертеровци. Макар че в генуезките (на Република Генуа) докyменти името на деспота е отбелязвано, като Иванко, е възможно в действителност той да се е наричал иначе, предвид това че в тази епоха съществyва традиция сред балканските владетели, която датира от времето на цар Иван Асен II, според която имената Иван (Йоан) и Асен придават легитимност на техния статут, подобно на „цезар“ и „август“ в Древността.

## Управление
Поради влошени отношения с търновския цар Иван Шишман, Иванко скъсва отношенията си с Търновската патриаршия и минава под върховенството на Цариградската патриаршия. По-късно предприема и други мерки за да демонстрира и утвърди независимостта на държавата си - започва да сече медни монети, а на 27 май 1387 г. сключва договор с Генуезката република В Пера, генуезкия квартал на Цариград, е подписан договор между двете страни, съгласно който на Генуа се предоставя колония в Добруджа (по всяка вероятност тя е до град Карвуна), а на българите – колония на брега на Лигурско море. Текстът на споразумението подробно описва правата на генуезците, които на практика получават самоуправление в колонията, имат право да притежават земя в Деспотството и им се дава възможност да напуснат земите му с всичките си активи в случай на нов конфликт между двете страни. Договорът е подписан от Съвета на старейшините и двама представители на дожа на Генуа и болярите Коста и Йолпани , пратеници на деспот Иванко. За Генуа се изнася главно пшеница, а от нея се внасят платове и оръжия.
Добруджанският деспот става васал на турския султан Мурад I още в началото на управлението си, в резултат на обсадата на Варна, предприета от османците, по време на наказателната им експедиция през 1385 г., срещу цар Иван Шишман, владетел на Търновското царство. Въпреки, че не е лоялен към сюзерена си, подобно на други водачи на съвременните му християнските държави, Иванко не участва в обединена съпротива срещу турците, а по-скоро - в характерните за времената на техните нашествия локални войни и междуособни крамоли, които значително ги улесняват и често гарантират успеха им. Конкретно Иванко изпраща брат си Тертер с 5-хилядна войска срещу деспота на Загора - Михаил Палеолог, византийския васал, а след като го разгромява, присъединява земите му към владенията си.
След победата на християните в Битката при Плочник Иванко отхвърля васалитета си към султана, в резултат на което през 1388 година великият везир Али паша Чандарлъ нахлува с 40-хилядна армия през Ришкия проход и завладява Шумен, Мадара, Овеч, Свищов и други селища. С една част от войската си турчинът обсажда Карвуна, а начело на другата се отправя да превземе добруджанската столица Калиакра. Иванко разполага само с 6 хиляди бойци, но спира устрема на турците. След 4-месечна неуспешна обсада на двете крепости Али паша се оттегля. За да защити земите си от нови османски нападения Иванко се среща с влашкия войвода Мирчо Стари, чиито владения са отвъд река Дунав, и сключва с него съюз за взаимна защита. През май 1395 г. Али паша отново напада Добруджанското деспотство - този път с 50-хилядна войска и, съгласно договора, Мирчо Стари се притичва на помощ на Иванко. На 17 май източно от Тулча, в една силно заблатена местност, обединените сили на власи и българи дават сражение на турската войска. Али паша тръгва в атака, като се надява, на голямото числено превъзходство на войниците си, обаче много от тях обаче затъват в блатата, като някои се удавят, а други са пронизани от стрелите и копията, с които противника ги обстрелва. Особено резултатни се оказват арбалетите, които са внесени от Генуа и чиито стрели имат голяма поразяваща сила - много случаи една от тях пронизва и по двама от настъпващите в плътни редици един до друг турци. Победата в упоритата битка е извоювана, след като определеният за това отряд на брата на Иванко – Тертер, напада турците по левия им фланг и ги натиква в блатата. Турските загуби са: 8500 убити, 6000 ранени и 4500 удавени. Везирът се оттегля позорно с оцелелите, а опасността за Добруджанското деспотство е временно отстранена. Но Иванко очаква още нападения и за да се подсигури строи резервна крепост в делтата на Дунав между средния и южния ръкав на реката. Отбива две нападения - през 1403 и 1408 г., но при третото (през 1410 г.) изоставя Карвуна и Калиакра. Жените, децата и старците са изпратени зад северния ръкав на Дунав, където основават селище, вероятно дало началото на бъдещия град Сулина в Румъния.
Предполага се, че деспот Иванко е умрял през 1414  г., когато според турски и арабски анали Добруджанското деспотство е окончателно покорено от Османската империя.

## Алтернатива за края на Добруджанското деспотство
Според други версии обаче резервната крепост в делтата на Дунав става столица, а селището на левия бряг – неин сателит. Техен владетел е братът на Иванко – Тертер. В приречието на Отвъддунавието има остатъци от прабългарски племена, които са били част от Крумовата империя през 9 век. Това е последното убежище на останките от българската държава и то просъществува до около 1430 г. Тогава се смята, че е умрял Тертер, който също като Иванко няма наследници.